# فیرویو (آلاباما)
فیرویو (به انگلیسی: Fairview) شهری در شهرستان کالمن ایالت آلاباما است که مساحت آن ۷٫۰۵ کیلومتر مربع است و در سرشماری سال ۲۰۱۰ میلادی، ۴۴۶ نفر جمعیت داشته و تراکم جمعیتی آن، ۶۳٫۲۶ نفر در هر کیلومتر مربع بوده است.